# Nepenthes mapuluensis
Nepenthes mapuluensis är en tvåhjärtbladig växtart som beskrevs av J.H. Adam och Wilcock. Nepenthes mapuluensis ingår i släktet Nepenthes och familjen Nepenthaceae. Inga underarter finns listade i Catalogue of Life.